# Орлов, Александр Петрович (сейсмолог)
Александр Петрович Орлов (1840—1889) — русский геолог, сейсмолог, изобретатель, этнограф, статистик и педагог; действительный статский советник, директор Казанского реального училища, член императорского Русского географического общества. Известен своими трудами по сейсмологии: «долго был в России единственным специалистом в этой области геологии».

## Биография
Родился 13 октября 1840 года[по какому календарю?] в Инсаре, Пензенской губернии в семье секретаря земского суда.
По окончании курса в Уфимской гимназии], а затем физико-математического факультета Казанского университета (1861), был назначен с 21 октября учителем в Пермскую гимназию. Это назначение совпало с известным байкальским землетрясением и, заинтересованный этим явлением, Орлов стал изучать сейсмологию; тогда же у него явилась мысль и об устройстве постоянных сейсмологических станций, для наблюдения за сейсмическими явлениями в России; эту идею он пропагандировал в течение всей жизни.
Помимо сейсмологии, во время своей службы в Перми, он усердно занимался сбором археологических материалов касающихся истории Пермского края, изучал быт и нравы вогулов (манси), местные соляные промыслы, и свои работы по этим вопросам помещал главным образом в «Учёных записках императорского Казанского университета».
Прослужив в Перми несколько лет, был назначен инспектором в Иркутскую гимназию. Будучи уже в то время членом-корреспондентом Русского географического общества, он во время службы в Иркутске посвящал свой досуг изучению и разработке вопроса о местных землетрясениях, и за эти важные и полезные научные труды был награждён золотой медалью императорского Русского географического общества.
В 1871 году А. П. Орлов снова возвратился в Пермь — в чине надворного советника (с 19.11.1868) на должность инспектора народных училищ Пермской губернии, а 9 декабря 1872 года был назначен директором Сарапульского реального училища; с 9 января 1873 года — коллежский советник.
Начав свою научно-литературную деятельность по сейсмографии изданием в 1869 году программы наблюдений сейсмических явлений, он в следующем году подробно описал изобретённый им сейсмограф, а в 1873 году издал труд о землетрясениях вообще и о землетрясениях в Сибири и Туркестане в частности.
Назначенный 1 июля 1875 года директором Казанского реального училища, Орлов продолжал по-прежнему с увлечением заниматься сейсмографией, и кроме того, стал изучать Казанскую губернию в статистическом и этнографическом отношениях.
С начала 1880 годов он занял должность члена-секретаря Казанского губернского статистического комитета и энергично принялся за приведение в порядок дел комитета, находившихся в то время в довольно запущенном состоянии (на должности члена-секретаря Комитета составил «Отчёт о действиях Казанского губернского статистического Комитета» с 1884 по 1888 гг.).
В январе 1882 года был произведён в действительный статские советники. Был награждён орденами: Св. Владимира 3-й (1886) и 4-й (1878) степени, Св. Анны 2-й степени и Св. Станислава 2-й степени (1872).
В 1886 году, при проведении Казанской ремесленной и сельскохозяйственной выставки, членами организовавшего её Казанского отделения Русского технического общества (РТО) на заседании 31 августа 1886 года обсуждался музейный проект А. Орлова. При участии гласного губернского Земства и Городской думы, члена ОАИЭ, профессора Казанского университета Н. А. Осокина проект Городского педагогического музея был одобрен Городской думой. Ныне он известен как Национальный музей Республики Татарстан.
В 1880-х годах при Русском географическом обществе была учреждена сейсмическая комиссия, и Орлов принял самое деятельное участие в её работах. Ему поручено было написать подробную программу для наблюдений над землетрясениями и, кроме того, он взялся составить каталог землетрясений в России. Обе эти работы потребовали от него немалого труда, особенно составление каталога («Каталог землетрясений и вулканических явлений в пределах территории Российской империи до 1880 года»). В то же время Орлов задумал издать специальный курс сейсмографии наподобие классического труда де Риша. Но ни закончить «каталога», ни издать курса сейсмографии ему не позволила смерть.
Умер 3 (15) апреля 1889 года в Казани.
Все рукописные труды Орлова по сейсмографии были переданы наследниками в распоряжение императорского Русского географического общества. Помимо упомянутых работ, после Орлова осталось ещё руководство по геометрии, изданное учёным незадолго до смерти.

## Семья
Женился 30 июля 1871 года на дочери И. Ф. Грацинского Надежде Ивановне. Их дети:
- Владимир (15.07.1877—?)
- Зинаида (04.10.1878—?)
- Николай (26.08.1881—?)
- Екатерина (18.09.1883—?).

Род был внесён в З-ю часть дворянской родословной книги Казанской губернии по определению Казанского дворянского депутатского собрания от 13 июня 1892 года и утверждён указом Герольдии от 26 октября 1892 года.